# جایزه بزرگ موناکو ۱۹۶۵
جایزه بزرگ موناکو ۱۹۶۵ (انگلیسی: ‎1965 Monaco Grand Prix‎) یک مسابقهٔ موتوری در رشتهٔ اتومبیل‌رانی فرمول یک بود که در تاریخ ۳۰ مهٔ ۱۹۶۵ در پیست موناکو واقع در مونت‌کارلو، موناکو برگزار شد. این گراند پری در میان ۱۰ گراند پری در فصل ۱۹۶۵، مسابقهٔ شمارهٔ ۲ بود.
در این مسابقه که در ۱۰۰ دور و به مسافت ۳۱۴٫۵۰۰ کیلومتر (۱۹۵٫۴۲۱ مایل) برگزار شد، پول پوزیشن توسط گراهام هیل کسب شد و سریع‌ترین زمان برای طی یک دور پیست که برابر با ۱:۳۱٫۷ بود نیز توسط گراهام هیل به ثبت رسید.
گراهام هیل از تیم بی‌آرام، لورنزو باندینی از تیم فراری و جکی استوارت از تیم بی‌آرام به‌ترتیب مقام‌های اول تا سوم مسابقه را کسب کردند.

## رده‌بندی قهرمانی پس از مسابقه
|       | جایگاه | راننده         | امتیاز |
| ----- | ------ | -------------- | ------ |
| ۲     | ۱      | گراهام هیل     | ۱۳     |
| ۱     | ۲      | جیم کلارک      | ۹      |
| ۱     | ۳      | جان سرتیز      | ۹      |
| ۱۱    | ۴      | لورنزو باندینی | ۶      |
| ۱     | ۵      | جکی استوارت    | ۵      |
| منبع: |        |                |        |

|       | جایگاه | سازنده        | امتیاز |
| ----- | ------ | ------------- | ------ |
| ۲     | ۱      | بی‌آرام        | ۱۳     |
|       | ۲      | فراری         | ۱۲     |
| ۲     | ۳      | لوتوس-کلیمکس  | ۹      |
|       | ۴      | کوپر-کلیمکس   | ۴      |
|       | ۵      | برابام-بی‌آرام | ۱      |
| منبع: |        |               |        |

یادداشت
- تنها پنج جایگاه نخست از هر رده‌بندی نمایش داده شده‌است.